# جیانلوکا سوردو
جیانلوکا سوردو (انگلیسی: Gianluca Sordo؛ زادهٔ ۲ دسامبر ۱۹۶۹) بازیکن فوتبال اهل ایتالیا است.
از باشگاه‌هایی که در آن بازی کرده‌است می‌توان به باشگاه فوتبال تورینو، باشگاه فوتبال کن، باشگاه فوتبال باری، باشگاه فوتبال رجانا، باشگاه فوتبال پیزا، باشگاه فوتبال آ.ث. میلان، باشگاه فوتبال پالرمو، و باشگاه فوتبال اتلتیکو آرتزو اشاره کرد.
وی همچنین در تیم ملی فوتبال زیر ۲۱ سال ایتالیا بازی کرده‌است.